# Военно-воздушные силы Народно-освободительной армии Югославии
Военно-воздушные силы Народно-освободительной армии Югославии — один из видов вооружённых сил антифашистского движения Сопротивления Югославии (НОАЮ), действовавших под руководством КПЮ во время Второй мировой войны. Создание и развитие Военно-воздушных сил (ВВС) осуществлялось в период с весны 1944 до конца войны с помощь Великобритании и СССР.

## История
Первые самолёты в НОАЮ появились в мае 1942 года, когда на сторону партизан перелетели два пилота ВВС НГХ — Рудольф Чаявец и Франьо Клуз вместе со своими самолётами (французского производства Бреге 19 и Потэ 25). Вскоре оба самолёта были уничтожены.
Создание военно-воздушных сил (ВВС) началось с середины 1943 года, хотя ещё 3 января при Верховном штабе НОАЮ (ВШ) была создана секция авиации, неработающая ввиду сложной военной обстановки, обусловленной сражениями на Неретве и Сутьеске. В начале сентября при ВШ формируется авиационное отделение, начавшее действовать 16 сентября. Одновременно ВШ обратился с призывом о вступлении в НОАЮ ко всем авиаторам в неприятельских формированиях, а также в Королевских ВВС Югославии, действующих на Ближнем Востоке. 14 октября ВШ издал приказ о формировании 1-й авиационной базы в Ливне. База была подчинена непосредственно Верховному штабу. Её командиром назначен полковник Миле Павичич. База располагала двумя самолётами: итальянским учебным типа «AVIA FL.3» и бомбардировщиком «Dornier Do 17», чьи экипажи перелетели в расположение партизан вместе со своими самолётами. Личный состав базы в конце 1943 года был переброшен в Италию, а затем в Северную Африку, где в соответствии с подписанным 12 марта 1944 года в Дрваре соглашением между Тито и начальником англо-американской военной миссии Маклейном весной и летом 1944 года началось формирование 1-й и 2-й эскадрилей НОАЮ.

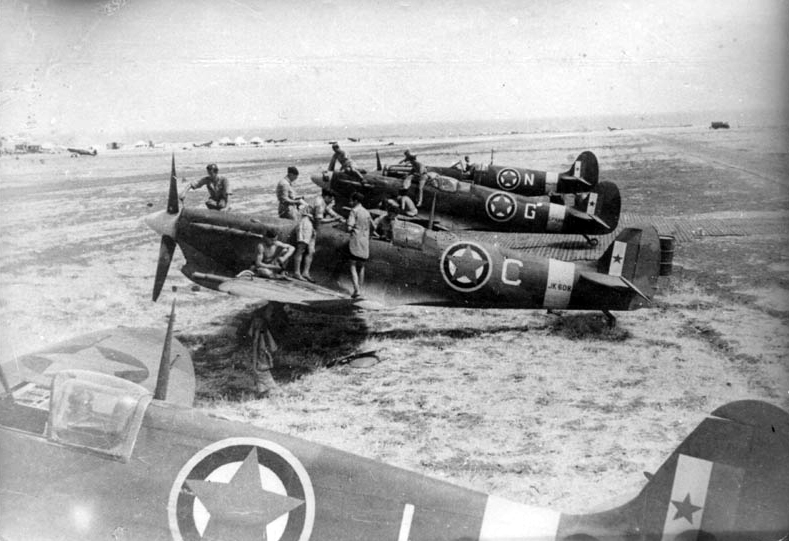
Спитфайры 1-й югославской эскадрильи перед первым вылетом 18 августа 1944 года, аэродром Канне, Италия

22 апреля 1944 года на авиабазе в Бенине, недалеко от Бенгази (Ливия) создана 1-я истребительная эскадрилья в составе 23 пилотов и 16 истребителей Spitfire Mk.V. 1 июля на этой же авиабазе сформирована 2-я истребительная эскадрилья, составленная из 23 пилотов и 16 штурмовиков Hurricane Mk.IV. После обучения обе эскадрильи переброшены в Южную Италию в состав 281-го крыла Королевских ВВС. До января 1945 года их передовая база находилась на острове Вис. Боевые задачи лётному составу 1-й и 2-й эскадрилий ставились штабом 281-го крыла на основании запросов НОАЮ или потребностей британского командования. После создания на основании соглашения между ВШ НОАЮ и британской стороной от 6 января 1945 года союзной авиабазы возле города Задар, обе эскадрильи перебазировались на аэродромы в близлежащих сёлах Шкабрня и Пркос.

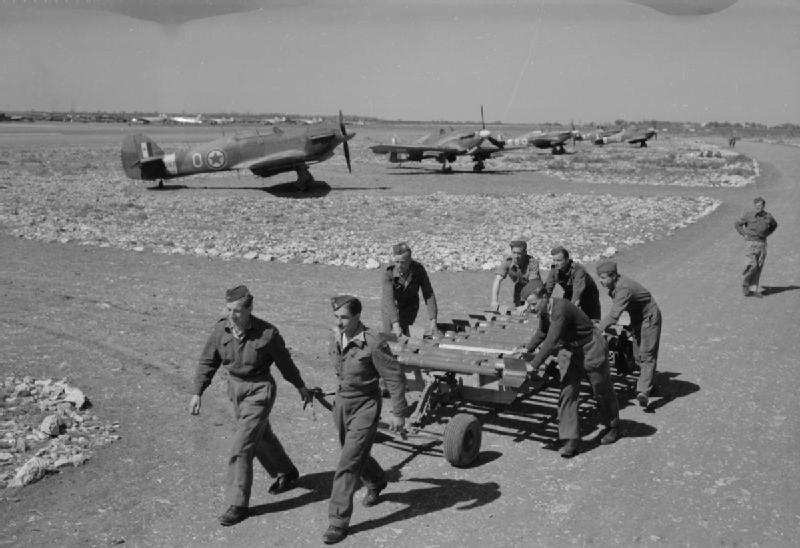
Транспортировка 3-дюймовых ракет RP-3 для 2-й истребительной югославской эскадрильи, Пркос, 1945 год

18 августа на острове Вис формируется эскадрилья связи ВШ НОАЮ в составе четырёх, а позже десяти самолётов. Эта часть осуществляла связь между ВШ, корпусами и дивизиями на территории Югославии и базой НОАЮ в Италии. После освобождения Белграда она перебазировалась на аэродром в Земун и в 1945 влилась в транспортную группу штаба ВВС. В конце июля — начале августа 1944 года на аэродроме в селе Неговуджа возле Жабляка формируется 3-я, а на аэродроме в Беране — 4-я авиабазы с задачами приёма союзных самолётов, перевозивших грузы для НОАЮ и эвакуирующих раненых для лечения в госпиталях Италии. В сентябре по приказу штаба 5-го ударного корпуса организуется 5-я авиабаза на аэродроме Залужани и 1-я эскадрилья этого корпуса, имевшая 8 трофейных самолётов. Подразделение использовалось для нужд корпуса и обеспечения связи.
15 октября на базе в Гравине сформирован десантный батальон в составе четырёх рот и численностью 160 человек. 6 января 1945 года он был переброшен в Белград и поставлен под командование штаба ВВС.
За время пребывания И. Броза Тито в Москве во второй половине сентября 1944 года было достигнуто соглашение о формировании с помощью СССР двух авиационных дивизий. 16 октября в городе Бела-Црква было подписано соглашение между ВШ НОАЮ и командующим 3-м Украинским фронтом маршалом Ф. И. Толбухиным о выделении из состава 17-й воздушной армии и оперативном подчинении верховному главнокомандующему НОАЮ авиагруппы генерал-майора Витрука в составе 10-й гвардейской штурмовой авиадивизии (ГШАД) и 236-й истребительной авиадивизи (ИАД), на базе которых надлежало сформировать две югославские авиадивизии и подготовить их лётный состав.
Во исполнение белоцерковского соглашения и по приказу ВШ НОАЮ от 29 декабря, в конце декабря 1944 — начале января 1945 годов в 10-й ГШАД создаётся 42-я штурмовая авиационная дивизия с базированием в городе Нови-Сад. Одновременно в Руме в 236-й ИАД образуется 11-я истребительная авиационная дивизия. Тем же приказом в Нови-Сад была создана 9-я авиабаза НОАЮ. Боевые вылеты югославских лётчиков начались с 17 января 1945 года. Авиагруппа генерала Витрука до конца войны обеспечивала задачи поддержки с воздуха действий 1-й, 2-й и 3-й армий в Среме, Баранье и Восточной Боснии. Боевые действия югославских лётчиков и командиров велись под оперативным руководством командного состава 10-й ГШАД и 236-й ИАД по принципу дублёрства. Боевые вылеты осуществлялись в группах с советскими лётчиками.
29 октября образован штаб ВВС НОАЮ во главе с генерал-майором Франьо Пире. С 17 января 1945 года 11-я истребительная авиационная дивизия (ИАД) была оперативно и дисциплинарно подчинена штабу 42-й штурмовой авиадивизии (ШАД). В связи с ростом численности и объёма задач этих соединений, приказом Министерства народной обороны от 15 марта 1945 года был создан Оперативный штаб Группы авиационных дивизий, которому были подчинены 11-я ИАД, 42-я ШАД и 9-я авиабаза. Штаб ВВС исполнял до конца войны свои командные функции в отношении 1-й и 2-й эскадрилей посредством направления запросов штабу 281-го крыла британских ВВС, а в отношении Группы авиационных дивизий — до 1 мая 1945 года через штаб авиагруппы генерал-майора А. Н. Витрука.

### Комментарии
1. ↑  Самолёт "До-17" был уничтожен 27 ноября, второй самолёт был ликвидирован во время отступления из Ливно ввиду немецкого наступления.